# John Wycliffe

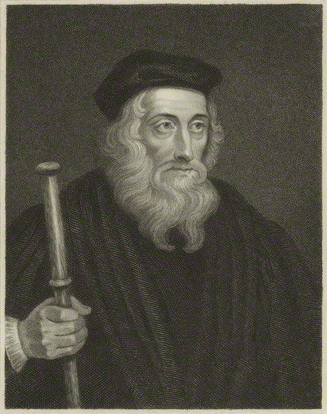

John Wycliffe (còn viết là Wyclif, Wycliff, Wiclef, Wicliffe, Wickliffe) là nhà thần học, giảng sư, và là nhà triết học kinh viện người Anh. Ông sinh khoảng năm 1330 và mất ngày 31 tháng 12 năm 1384. Wycliffe thường được gọi là Sao Mai của Kháng Cách, bởi những giáo lý cải cách của ông là thách thức đáng kể với Giáo hội Công giáo ở thế kỷ XIV, nó đã làm dấy lên phong trào Lollard, một trong những tiền thân của Kháng Cách. Ông cũng là một trong những người đầu tiên dịch Kinh Thánh ra tiếng bình dân (thay vì tiếng Latinh), bản dịch của ông và các đồng sự gọi là Kinh Thánh Wycliffe. Giáo lý của ông nhắm vào việc tách rời quyền lực thế tục và tôn giáo, nhất là từ sự lý giải về tín điều Tiệc Ly.
| \| John Wycliffe (1320 - 1384) \| Jan Hus (1369 - 1415) \| Martin Luther (1483 - 1546) \| John Calvin (1509 - 1564) \| Huldrych Zwingli (1484 - 1531) \| Thomas Cranmer (1489 - 1556) \| John Knox (1510 - 1572) \| |                       |                             |                           |                                |                              |                         |
| John Wycliffe (1320 - 1384) | Jan Hus (1369 - 1415) | Martin Luther (1483 - 1546) | John Calvin (1509 - 1564) | Huldrych Zwingli (1484 - 1531) | Thomas Cranmer (1489 - 1556) | John Knox (1510 - 1572) |